# 新居浜・西条圏
新居浜・西条圏（にいはま・さいじょうけん）は、愛媛県新居浜市・西条市を中心とする愛媛県が定めた圏域区分。新居浜都市圏、東予広域都市計画区域、東予広域圏とも言う。愛媛県内では松山圏に次ぐ第2位の規模である。新居浜平野一帯を指す。本項では、別の定義による都市圏で、新居浜市または西条市を中心としているものについても述べる。

## 範囲と規模
西条市と新居浜市を範囲とし、その規模は以下の通りである。
- 面積 - 約743 km2
- 人口 - 約24万人
- 製造品出荷額 - 約1兆円
- 商品販売額 - 約4600億円

### 「10% 都市圏（通勤圏）」
新居浜市を中心とする都市雇用圏（10% 通勤圏）の人口は約23万人（2010年国勢調査基準）。一般的な都市圏の定義については都市圏を参照のこと。
都市雇用圏（10% 通勤圏）の変遷
- 10% 通勤圏に入っていない自治体は、各統計年の欄で灰色かつ「-」で示す。

| 自治体 ('80) | 1980年                   | 1990年                   | 1995年                   | 2000年                   | 2005年                   | 2010年                   | 自治体 （現在） |
| ------------ | ------------------------ | ------------------------ | ------------------------ | ------------------------ | ------------------------ | ------------------------ | --------------- |
| 別子山村     | -                        | -                        | 伊予三島 都市圏          | 伊予三島 都市圏          | 新居浜 都市圏 12万3952人 | 新居浜 都市圏 23万3826人 | 新居浜市        |
| 新居浜市     | 新居浜 都市圏 19万6483人 | 新居浜 都市圏 19万6152人 | 新居浜 都市圏 19万5173人 | 新居浜 都市圏 19万3417人 | 新居浜 都市圏 12万3952人 | 新居浜 都市圏 23万3826人 | 新居浜市        |
| 西条市       | 新居浜 都市圏 19万6483人 | 新居浜 都市圏 19万6152人 | 新居浜 都市圏 19万5173人 | 新居浜 都市圏 19万3417人 | 西条 都市圏 11万3371人   | 新居浜 都市圏 23万3826人 | 西条市          |
| 小松町       | 新居浜 都市圏 19万6483人 | 新居浜 都市圏 19万6152人 | 新居浜 都市圏 19万5173人 | 新居浜 都市圏 19万3417人 | 西条 都市圏 11万3371人   | 新居浜 都市圏 23万3826人 | 西条市          |
| 東予市       | -                        | -                        | -                        | -                        | 西条 都市圏 11万3371人   | 新居浜 都市圏 23万3826人 | 西条市          |
| 丹原町       | -                        | -                        | -                        | -                        | 西条 都市圏 11万3371人   | 新居浜 都市圏 23万3826人 | 西条市          |

- 2003年4月1日：新居浜市に別子山村を編入。
- 2004年11月1日：西条市、東予市、小松町、丹原町が新設合併して新たに西条市が発足した。

## 特徴

### 産業
この圏域は化学・鉄工・重機などの工業が発達しており、海岸線の多くは埋め立てられて、中小企業から大企業まであらゆる工場が立地し操業している。工業地域としては新居浜と西条は一体化しており、その規模は四国随一である。特に新居浜市西部 - 西条市中部地域では市境を跨いで工場が林立している。
精密機械・電子部品・製品やその原材料などの輸出入が盛んで圏内にある新居浜港・東予港は重要港湾に指定されて外国貿易船の往来も多く、神戸税関新居浜税関支署、高松入国管理局松山出張所、広島検疫所新居浜出張所などが管理に当たっている。

### 本社を置く主要企業
- 住友共同電力（住友グループ、電力・蒸気供給）
- ファーム（観光施設の運営）
- 新居浜電子（住友金属鉱山関連会社、半導体製造）
- 一宮運輸（運送会社）
- 森実運輸（運送会社）
- クラレ西条（クラレ関連会社）
- フジボウ愛媛（富士紡績グループ関連会社）

### 工場・事業所を置く主要企業
- 住友金属鉱山
- 住友化学
- 住友重機械工業
- 住友ファーマ
- 田窪工業所
- ルネサスエレクトロニクス
- 今治造船
- アサヒビール
- PHC - PHCホールディングス傘下。旧・パナソニック四国エレクトロニクス。
- 日本製鉄
- BEMAC
- 潮冷熱
- 日本フーズデリカ
- 四国計測工業
- 真鍋造機

### 行政組織
圏域内をとりまとめる行政組織として新居浜・西条地区広域市町村圏事務組合が新居浜市にあり、圏内の共同事務・二次救急医療などの連絡調整を行っている。三次救急については愛媛県立新居浜病院に東予救命救急センターが設けられ、県内の救命救急センターでは唯一病院の敷地内にヘリポートを有するなど充実が図られている。
江戸時代に藩が現在の西条市にあったことから、今でも県の地方局・松山地方裁判所支部・松山地方法務局西条支局などの行政機関が西条市に集中しており、さらに各行政機関について西条への統合が計画推進されている。